# Egybolis vaillantina
Egybolis vaillantina — вид денних метеликів родини Erebidae, єдиний представник монотипового роду Egybolis. Вид уперше описаний натуралістом Каспаром Штольом у 1790 році. Характеризується яскравим забарвленням. Поширений у тропічній Африці.

## Біологія
Дорослі особини активні вдень. Метелики часто повільно пурхають над верхівками дерев. Розмах крил становить приблизно 60 мм. Голова й вусики — яскраво-оранжевого кольору. На передніх крилах наявні оранжеві плями та перев'язі. Задні крила — чорні з металево-синьою облямівкою.
Гусениці живляться на різних рослинах, зокрема:
- персик (Prunus persica),
- мильне дерево (Sapindus),
- бавовник (Gossypium),
- цитрусові (Citrus spp.).

Фенологія: за даними iNaturalist, дорослі особини трапляються протягом усього року, з помітним піком активності в літні місяці. Це вказує на можливу багатовольтинність (кілька генерацій на рік).
Життєвий цикл включає чотири стадії:
1. яйце,
2. гусінь (личинка),
3. лялечка (пупарій),
4. імаго (дорослий метелик).

Тривалість життя імаго становить приблизно 14 днів.

## Поширення
Egybolis vaillantina поширений в екваторіальних і субекваторіальних регіонах Африки. Зафіксований у таких країнах:
- Камерун,
- Демократична Республіка Конго,
- Кенія,
- Малаві,
- Мозамбік,
- ПАР,
- Танзанія,
- Уганда,
- Зімбабве.

Типові біотопи — субтропічні чагарникові зарості, лісові райони, особливо поблизу узбереж та річкових долин. Є нетипові знахідки цього виду у Швеції  . 

## Систематика
Вид Egybolis vaillantina належить до родини Erebidae, підродини Erebinae, триби Cocytiini. Єдиний представник роду Egybolis, який був описаний французьким ентомологом Жаном-Батистом Буа-Дювалем у 1847 році.
Історично метелика відносили до родини Noctuidae, однак пізніші філогенетичні дослідження, зокрема на основі молекулярної систематики, підтвердили його місце в складі Erebidae.